# Кастело ди Пратофонтана (Ређо Емилија)
Кастело ди Пратофонтана је насеље у Италији у округу Ређо Емилија, региону Емилија-Ромања.
Према процени из 2011. у насељу је живело 508 становника. Насеље се налази на надморској висини од 35 м.